# Mairie de Ngoyo

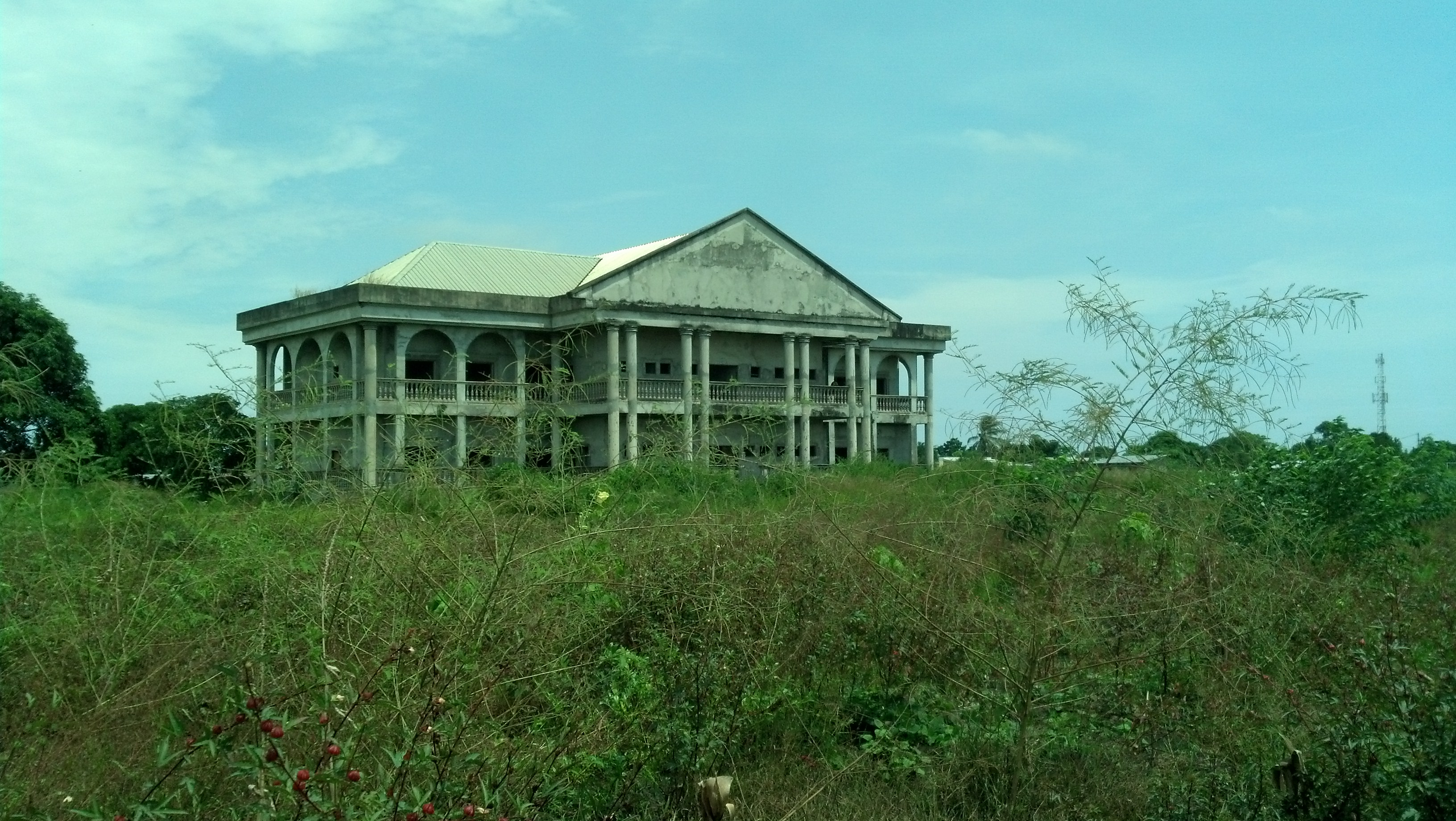
Siège de la mairie de Ngoyo

La Mairie de Ngoyo, dernier arrondissement de Pointe-Noire, est un bâtiment inachevé, devant devenir le siège de l'administration de la ville.